# Сид Кампеадор (памятник)
Сид Кампеадор (исп. Cid Campeador) — конный монумент в Буэнос-Айресе, открытый 13 октября 1935 года на улице Авенида Анхель Гальярдо в районе Кабальито. Установлен в честь Родриго Диаса де Вивара, кастильского дворянина и воина XI века, более известного как Эль Сид.
Памятник расположен на пересечении с улицами Авенида Гаона, Авенида Сан-Мартин, Авенида Анхель Гальярдо, Авенида Пуэйрредон и Авенида Диас Велес.

## Описание
Эль Сид сидит верхом на своём коне Бабьеке, подняв правую руку, в которой держит копье, в левой — щит. Высота памятника около 12 метров, на пьедестале.

## История
Бронзовая скульптура на мраморном основании — работа американского скульптора Анны Хайат-Хантингтон (1876—1973). Памятник был изготовлен в Севилье (Испания) в 1927 году, второй экземпляр был отправлен в Буэнос-Айрес, сделан из мрамора и бронзы, став одним из шедевров скульптора, наряду с памятником «Жанна д’Арк» в Нью-Йорке, одной из лучших скульптур, созданных женщиной в истории искусства.
Скульптура была подарена городу Испанским обществом Америки, которая создала подобный памятник в Нью-Йорке. Это компания, которая была основана и возглавляется мужем скульптора — сегодня имеет огромную библиотеку наиболее важных книг испанской литературы. Статуя прибыла на корабле в Буэнос-Айрес и стояла в порту, пока муниципалитет разрешил её установку. Наконец, официальная церемония открытия на которой присутствовали высшие органы власти, состоялась в октябре 1935 года. Мрамор, из которого создано основание памятника, привезён из Бургоса — родины Эль Сида.
В 2006—2014 годах были произведены некоторые изменения в окружении памятника — появились дополнительные фонари. В рамках подготовки к празднованию восьмидесятилетия установки памятника запланирована средневековая ярмарка и захоронение капсулы времени для следующего поколения.

## Другие копии скульптуры
Копии скульптуры также стоят в других городах: Нью-Йорке, Сан-Франциско, Валенсии, Севилье.

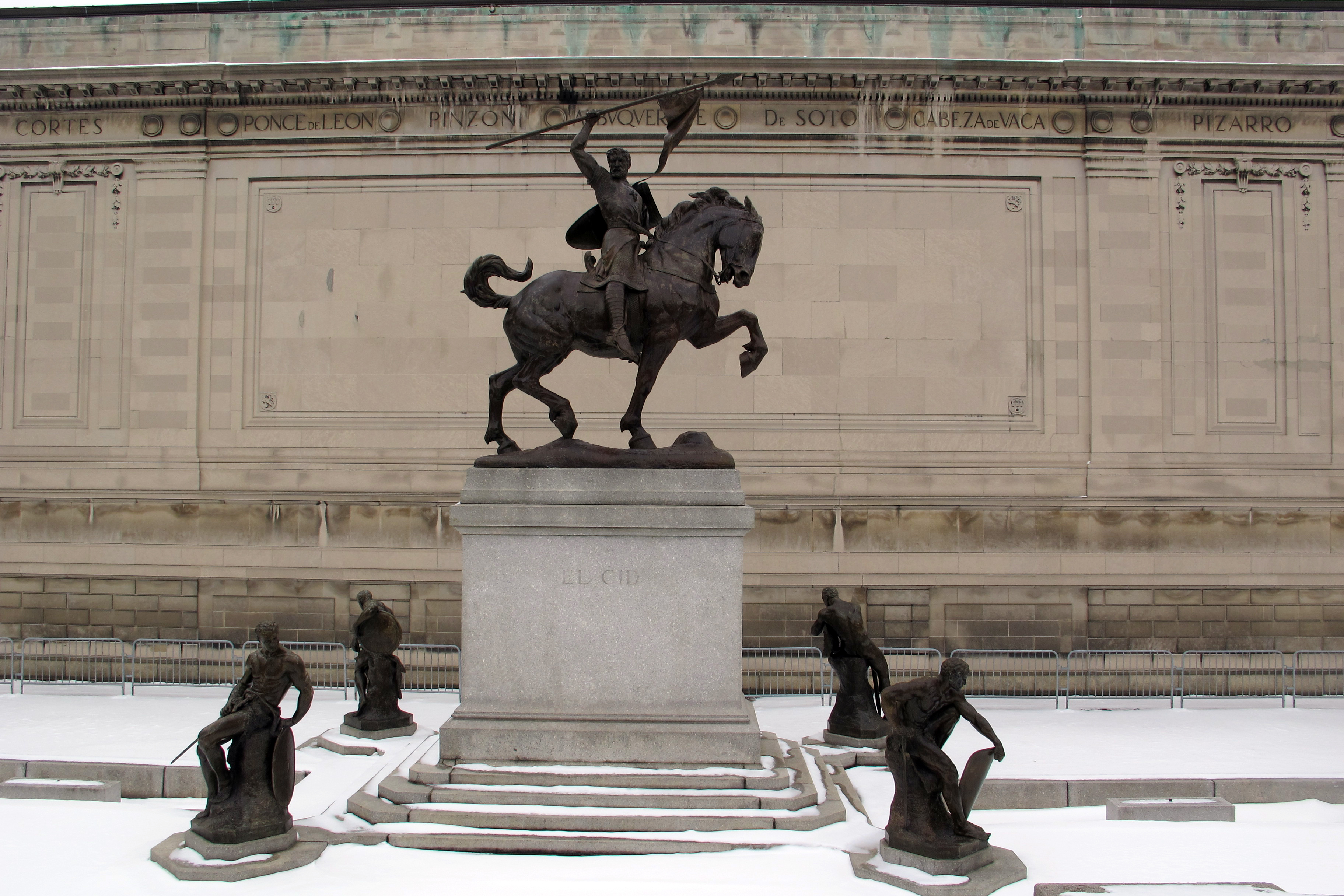
Нью-Йорк
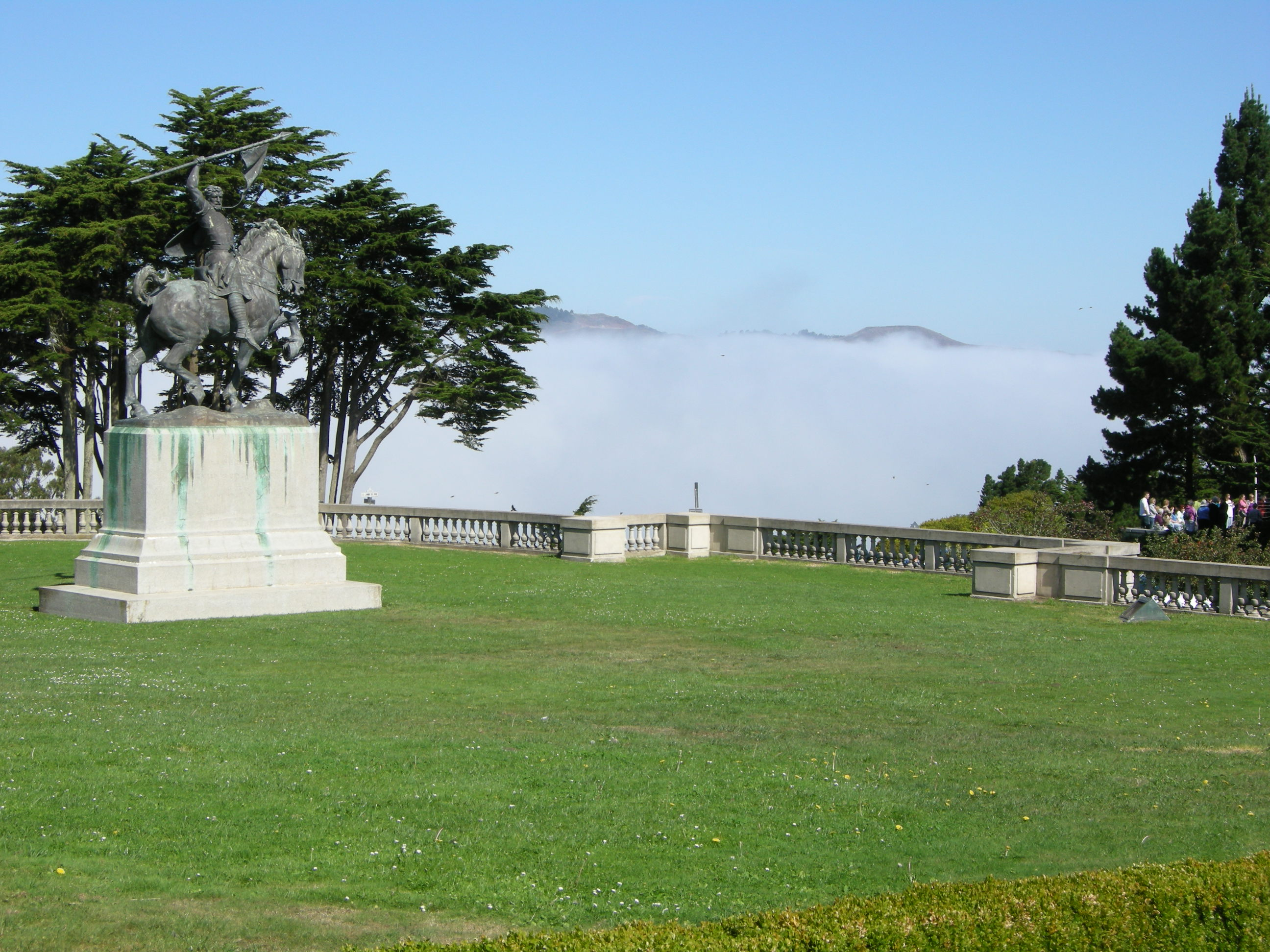
Сан-Франциско
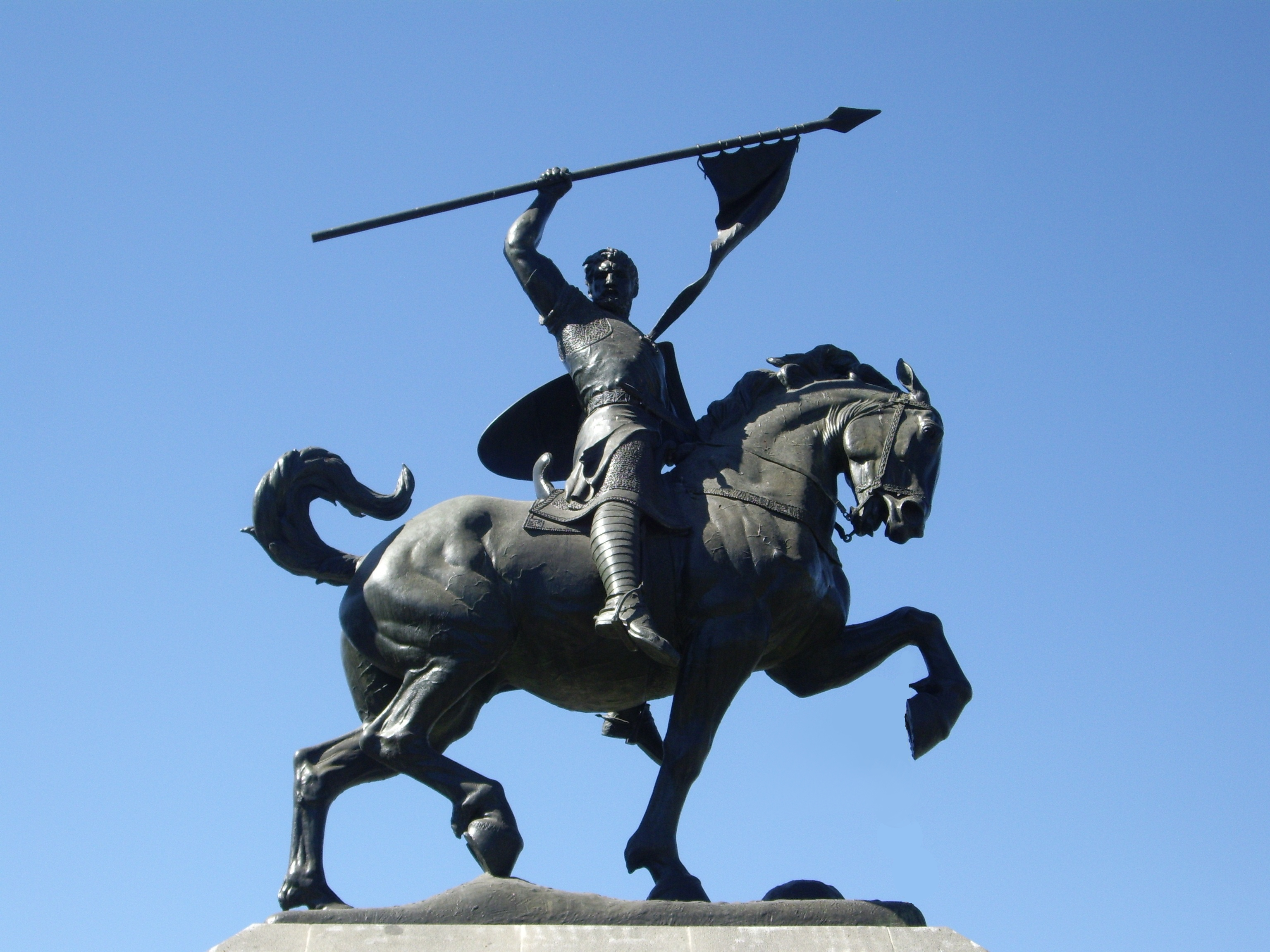
Севилья
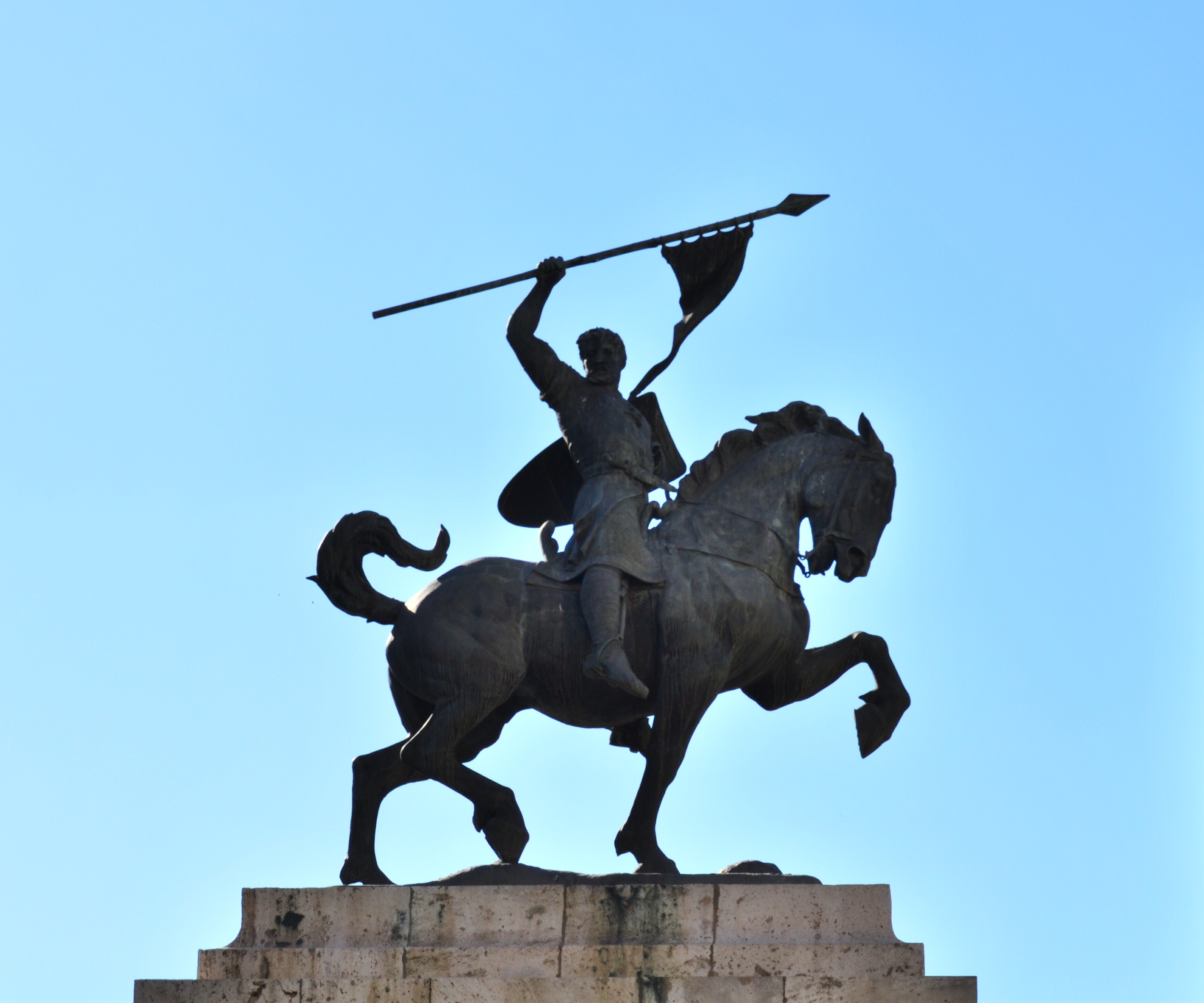
Валенсия
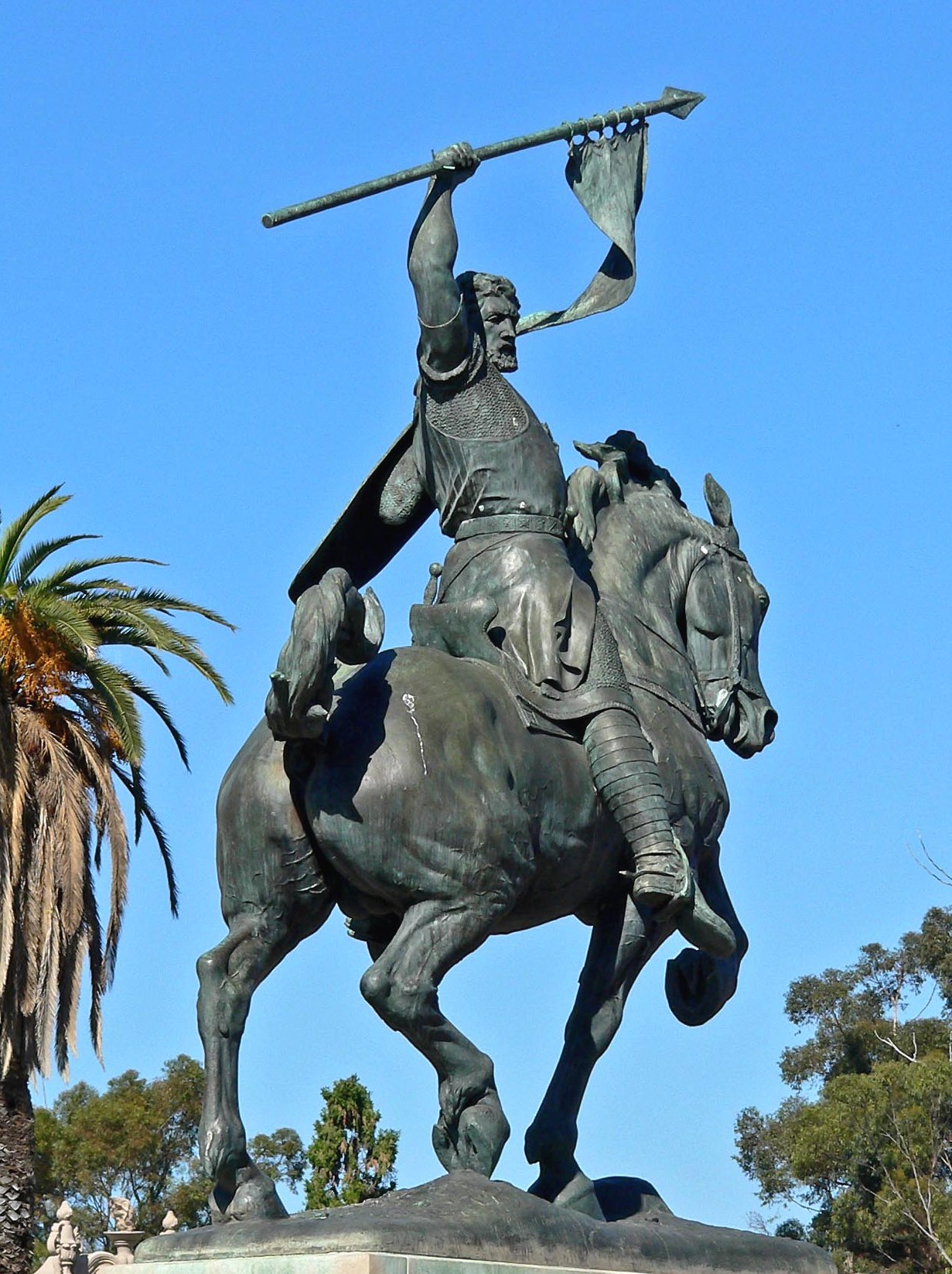
Сан-Диего